# Piero Castello
Piero Castello (Palazzolo Vercellese, 24 dicembre 1907 – 17 maggio 1980) è stato un calciatore italiano, di ruolo centrocampista.

## Carriera
Dopo una stagione al Pro Palazzolo, nella stagione 1925-1926 passa in forza all'U.R.S. La Chivasso, disputando per due stagioni il campionato di Terza Divisione, classificandosi al 4º posto nella sua prima stagione ed al 6º posto nella stagione successiva,  disputa sette campionati nella Serie A a girone unico dal 1930 al 1937 con Casale e Triestina, collezionando complessivamente 190 presenze e 3 reti in massima serie.
Ha inoltre totalizzato 87 presenze e 2 reti in Serie B nelle file di Casale, Venezia e Vigevano, ottenendo due promozioni in massima serie (col Casale nella stagione 1929-1930  e col Venezia nella stagione 1938-1939.
Nel 1959-1960 è stato allenatore della Pro Vercelli in Serie C, ottenendo il 7º posto.
Disputò 3 partite con la Nazionale B ed una di Rappresentativa Federale: 
- Italia B-Bulgaria 4-0 (Padova, il 20 marzo 1932)
- Italia B-Lussemburgo 12-0 (Como, 10 aprile 1932)
- Rappresent. Fed.-Argentina 0-2 (Roma, 14 giugno 1934)
- Italia B-Cecoslovacchia B 3-1 (Sampierdarena, 27 ottobre 1935)

È scomparso nel 1980 all'età di 72 anni.

## Palmarès

### Giocatore

#### Competizioni nazionali
- Campionato italiano di Serie B: 1

Casale: 1929-1930
- Serie C: 1

Cuneo: 1941-1942 (girone D)

### Allenatore

#### Competizioni regionali
- Promozione: 1

Verbania: 1951-1952

#### Competizioni nazionali
- IV Serie: 1

Verbania: 1953-1954